# 盐仓城遗址
盐仓城遗址，位于江苏省连云港市赣榆县，是中华人民共和国江苏省文物保护单位之一。
1962年发现。1989年公布为赣榆县第一批文物保护单位。2006年6月5日，授予江苏省文物保护单位，是一座古遗址。